# Saint-Vincent-d'Autéjac
 Saint-Vincent-d'Autejac,  denominado  Saint-Vincent hasta el 6 de diciembre de 2014, es una población y comuna francesa, en la región de Mediodía-Pirineos, departamento de Tarn y Garona, en el distrito de Montauban y cantón de Quercy-Aveyron.

## Demografía
| 363 | 331 | 280 | 264 | 260 | 296 | 279 |
| Para los censos de 1962 a 1999 la población legal corresponde a la población sin duplicidades (Fuente: INSEE [Consultar]) |     |     |     |     |     |     |